# Hamowanie oboczne
Hamowanie oboczne (ang. lateral inhibition) – proces polegający na hamującym wpływie receptora na inne receptory z nim sąsiadujące. Występuje na różnych piętrach układu wzrokowego, zachodzi również w skórze, jego rezultatem jest wyższa wrażliwość układu nerwowego na różnicę między pobudzeniami sąsiadujących receptorów niż na jednostajną stymulację.